# 北京城市副中心投资建设集团
北京城市副中心投资建设集团有限公司，简称北投集团，是北京市所属的国有独资企业，主要业务为北京市境内特定功能区的土地开发和政府指定的特定项目建设。
北投集团的前身为2002年成立的“北京奥运场馆土地一级开发指挥部”，2003年改组为“北京新奥集团公司”，2005年再次改组为“北京新奥集团有限公司”。新奥集团负责了2008年北京奥运会主要场馆区——奥林匹克公园的土地一级开发和建设。赛会结束后，又着手参与奥体文化商务园区、丽泽商务区及北京新机场临空经济区等的建设工作。2015年，位于通州区的北京城市副中心行政办公区建设启动以后，又成立通州分公司，作为建设主体接手通州区内大量项目。2017年11月更名为“北京城市副中心投资建设集团有限公司”。
2019年10月26日，北投集团从朝阳区北辰路曹八里1号搬迁至北京城市副中心。集团先期采用了三层的集装箱式办公楼。《2021年北京城市副中心重大工程行动计划项目表》中的新开项目列有北投集团总部项目，总建设规模约11万平方米，其中地上建设规模约5.3万平方米，建设内容为办公用房，为北投集团总部搬迁办公场所。2021年5月，北投集团以6.92亿元获得位于市行政办公区东侧、人民大学通州校区西侧的一处地块用于办公楼建设，2023年12月28日完成竣工备案，2024年2月6日落成。